# PID szabályozó

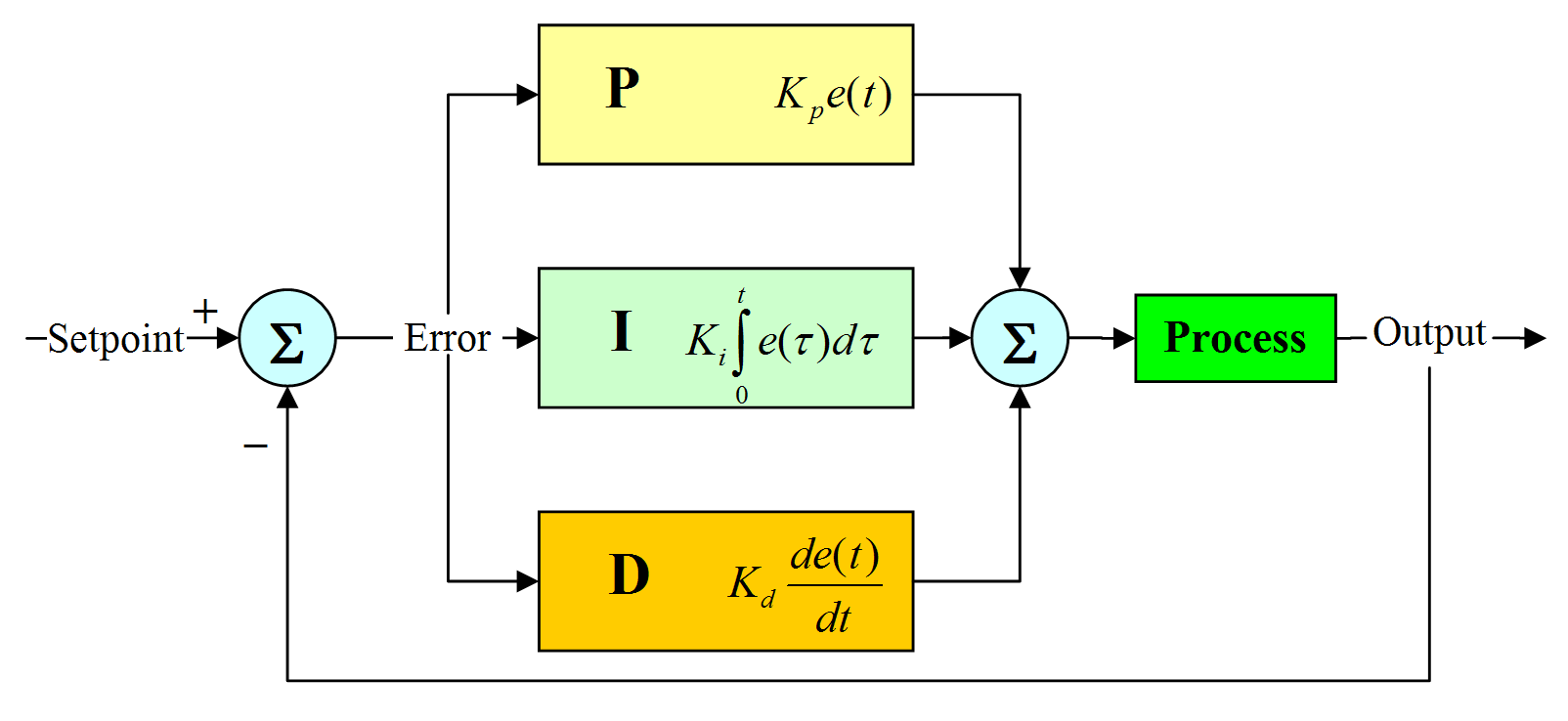
A PID szabályozó blokkdiagramja

A PID szabályozó egy lineáris rendszerek szabályozásánál gyakran alkalmazott, párhuzamos kompenzáción alapuló szabályozótípus. A PID rövidítés a szabályozó elvére utal, a szabályozó által kiadott végrehajtójel
- a hibajellel (P: proportional),
- a hibajel integráljával (I: integral), valamint
- a hibajel változási sebességével, deriváltjával (D: derivative)

arányos tagokból adódik össze, azaz a végrehajtójel a jelenlegi hiba, a múltbeli hibák és a várható hibák függvénye. Ezen tagok közül nem mindig valósítják meg mindet, ilyenkor beszélhetünk P, PI, PD szabályozókról. A végrehajtójel használható a folyamat vezérlésére, például egy fűtési rendszer energiaforrásának szabályozására.

## Matematikai leírás
A PID szabályozó bemenetét {\displaystyle e(t)}-vel, kimenetét {\displaystyle u(t)}-vel jelölve azt várjuk el a szabályozótól, hogy
{\displaystyle u(t)=K_{P}e(t)+K_{I}\int _{0}^{t}e(\tau )\mathrm {d} \tau +K_{D}{\frac {\mathrm {d} }{\mathrm {d} t}}e(t).}
alakú kimenetet állítson elő, ahol {\displaystyle K_{P}} az arányos tag súlyát, {\displaystyle K_{I}} az integráló tag és {\displaystyle K_{D}} a differenciáló tag súlyát adja meg.
Mint lineáris rendszer, a PID szabályozó viselkedése is leírható frekvenciatartományban. Átviteli függvénye párhuzamos, az előző képletből a Laplace-transzformáció alapján következő alakban:
{\displaystyle H(s)=K_{P}+K_{I}{\frac {1}{s}}+T_{D}s}
Ebben a formában a differenciáló tag valóban a hibajel deriváltjával arányos jelet állítja elő, azonban ebben a tagban a számláló fokszáma nagyobb, mint a nevezőé, vagyis valós rendszerrel nem valósítható meg. Ezért az ideális differenciáló tag helyett egy közelítő D-tagot szokás megvalósítani:
{\displaystyle {\frac {T_{D}s}{1+T_{C}s}}}
{\displaystyle \displaystyle {T_{C}}} megfelelő megválasztásával a szabályozó kisfrekvenciás jelekre jól közelíti az ideális PID szabályozó tulajdonságait.
A tagok közös nevezőre hozásával és a kifejezés átrendezésével megkaphatjuk a szabályozó átviteli függvényének soros alakját:
{\displaystyle H(s)={\dfrac {K_{P}}{T_{I}s}}{\dfrac {(1+\tau _{1}s)(1+\tau _{2}s)}{1+T_{C}s}}}
A soros alak előnye, hogy rámutat a soros kompenzáció hatására frekvenciatartományban:
Ha a szabályozandó folyamat (szakasz) viselkedésének leírását ismerjük (a rendszer részletes fizikai modellje, vagy a szakaszt identifikálva), a {\displaystyle \tau _{1}} és {\displaystyle \tau _{2}} értékét az identifikált szakasz két legnagyobb időállandójával egyezőnek választva, {\displaystyle T_{C}}-t pedig náluk kisebbre választva a rendszer gyorsítható. Az eredő rendszert visszacsatolva pedig az integrátor jelleg ({\displaystyle {\frac {1}{s}}}-es tényező) a rendszer statikus hibája megszüntethető.

## PID szabályozó elmélete
A következőkben leírjuk, hogyan válaszolnak a szabályozó elemei, ha az alapjel egységugrás függvény szerint változik (kék vonal). Az időfüggvények csak a hasonlóságot jelzik – például villamos szabályozó alapjele 4...20 mA értékek közé eshet, míg a szabályozott jellemző akármi lehet (nyomás, hőmérséklet, folyadékszint, stb.)

### Arányos rész

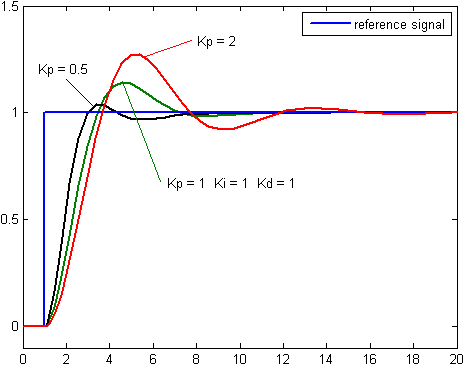
PV ábrázolása az idő függvényében, K_{p} 3 értékére(K_{i} és K_{d} paraméterek konstansok)

Az arányos tag válaszfüggvényét megkapjuk, ha megszorozzuk a hibajelet a  Kp konstanssal.
Az arányos tagot a következőképpen adhatjuk meg:
{\displaystyle P_{\mathrm {out} }=K_{p}\,{e(t)}}
ahol:
{\displaystyle P_{\mathrm {out} }}: arányos tag kimenete
{\displaystyle K_{p}}: arányos tag átviteli tényezője (erősítés)
{\displaystyle e}: hibajel {\displaystyle =SP-PV}
{\displaystyle SP}: Setpoint, alapjel
{\displaystyle PV}: Process value, szabályozott jellemző
{\displaystyle t}: Pillanatnyi idő
A magas erősítés azt jelenti, hogy a kimenet változása nagy lesz. Az arányos tag arányos a hibajellel. Ha az erősítés túl nagy, instabilitási problémák léphetnek fel, míg ha túl kicsi, akkor kevésbé érzékeny a szabályzó kör.

### Integráló rész

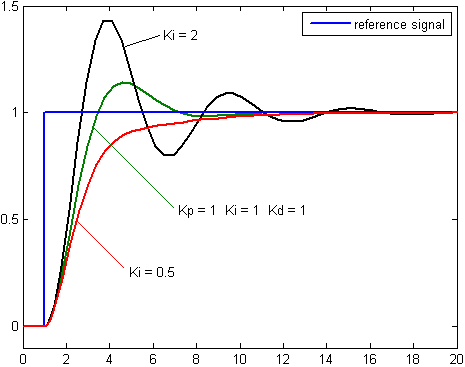
PV az idő függvényében, K_{i} 3 értékére (K_{p} és K_{d} konstansok)

Az integráló-tag arányos a hibajel nagyságával, valamint a hibajel időtartamával is. Összegezve a pillanatnyi hibát időről időre (más szóval integrálva a hibajelet) megadja az offset-hibát.
Az offset-hibát célszerű korábban kiküszöbölni. Az összegzett hibát az integrátor erősítésével összeszorozva megkapjuk az integráló tag kimenetét. Az integráló tag erősítését a {\displaystyle K_{i}} paraméter határozza meg.
Az integráló-tagot a következőképpen adhatjuk meg:
{\displaystyle I_{\mathrm {out} }=K_{i}\int _{0}^{t}{e(\tau )}\,{d\tau }}
ahol:
{\displaystyle I_{\mathrm {out} }}: Integráló-tag kimenete
{\displaystyle K_{i}}: Erősítés, integráló tag átviteli tényezője
{\displaystyle SP}: Setpoint, alapjel
{\displaystyle PV}: Process value, szabályozott jellemző
{\displaystyle e}: Hibajel {\displaystyle =SP-PV}
{\displaystyle t}: Pillanatnyi idő
{\displaystyle \tau }: Integrálási idő
Az integráló tag (amennyiben hozzáadjuk az az arányos-taghoz) gyorsítja a folyamat mozgását az alapérték (SP-Setpoint) felé és kiküszöböli a maradó szabályozási eltérést. Mivel az integráló tag a múltbeli összegzett hibajelekkel áll összefüggésben, a jelenben túllendülést produkálhat a kívánt értékhez képest.

### Differenciáló-tag

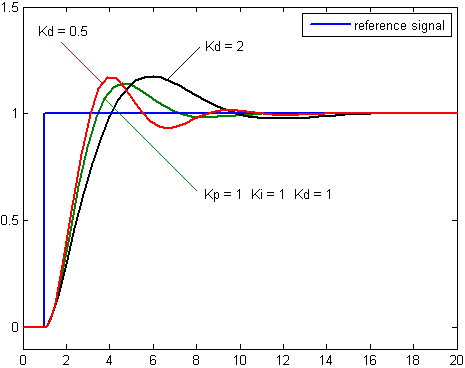
PV ábrázolása az idő függvényében, K_{d} 3 értékére(K_{p} és K_{i} konstansok)

A hiba változásának nagysága a hibajel meredekségéből határozható meg, azaz vesszük az első deriváltját az idő függvényében és megszorozzuk a differenciáló-tag erősítésével ({\displaystyle K_{d}}). A {\displaystyle K_{d}} konstans megadja az erősítés nagyságát.
A differenciáló-tag a következőképpen adható meg:
{\displaystyle D_{\mathrm {out} }=K_{d}{\frac {d}{dt}}e(t)}
ahol:
{\displaystyle D_{\mathrm {out} }}: Differenciáló-tag kimenete
{\displaystyle K_{d}}: differenciáló tag átviteli tényezője, erősítés
{\displaystyle SP}: Setpoint, alapjel
{\displaystyle PV}: Process value, szabályozott jellemző
{\displaystyle e}: Hibajel {\displaystyle =SP-PV}
{\displaystyle t}: Pillanatnyi idő
A differenciáló tag késlelteti a szabályozó kimenetének változásának a mértékét. Ezen túl a differenciáló-tag szerepe, hogy csökkentse az integráló-tag túllendülését, valamint fokozza a szabályozási folyamat stabilitását. Azonban a jelek differenciálása erősíti a zajt, ezért ha a zaj és az erősítése ennek a tagnak túl nagy, akkor instabilitási problémák léphetnek fel. A zaj kifejezés helyett a zavaró jellemző is használatos